# Manlio Argueta
Manlio Argueta (San Miguel, El Salvador, 24 de novembro de 1935) é um poeta e romancista salvadorenho. Pertenceu à Geração Comprometida, grupo literário criado por Italo López Vallecillos (1932-1986), juntamente com Roque Dalton (1935-1975), Álvaro Menen Desleal (1931-2000), Waldo Chávez Velasco (1933-2005), Irma Lanzas (1933-2020), Orlando Fresedo (1932-1965), Mercedes Durand(1932-1998), Ricardo Bogrand (1930-2012), Mauricio de la Selva e outros.

## Biografia
Manlio Argueta estudou na Universidade de El Salvador, embora seu compromisso social e seu amor pela literatura o tenham levado posteriormente por esse caminho. Devido à situação política e à guerra civil em seu país entre 1972 e 1993, exilou-se na Costa Rica. Atualmente reside novamente em El Salvador e é diretor da Biblioteca Nacional.